# Midori, Sagamihara
Midori (緑区 Midori-ku) là quận thuộc thành phố Sagamihara, tỉnh Kanagawa, Nhật Bản. Tính đến ngày 1 tháng 10 năm 2020, dân số ước tính của quận là 170.207 người và mật độ dân số là 670 người/km2. Tổng diện tích của quận là 253,9 km2.